# Dom przy placu Masaryka 75 (Police nad Metují)
Dom przy placu Masaryka 75  − budynek w Czechach, w Sudetach Środkowych, w miejscowości Police nad Metují.
Budynek powstał z połączenia trzech kamienic nr 75,76 i 268 według projektu inż. Aloisa Dryáka z inicjatywy Villy'ego Pelly'ego starszego.